# Epipedocera affinis
Epipedocera affinis är en skalbaggsart som beskrevs av Louis Alexandre Auguste Chevrolat 1863. Epipedocera affinis ingår i släktet Epipedocera och familjen långhorningar.
Artens utbredningsområde är:
- Laos.
- Burma.

Inga underarter finns listade i Catalogue of Life.